# Quadricicle Ford
El quadricicle Ford és tècnicament el primer vehicle desenvolupat per l'empresa Ford Motor Company, i el vehicle que va inspirar a Henry Ford a construir el seu imperi. El vehicle consistia en un senzill bastidor amb quatre rodes de bicicleta i un motor alimentat amb etanol.
A la dècada de 1890, el carruatge sense cavalls era una idea relativament nova, ja que encara s'havia fixat una idea universal sobre l'aparença o el funcionament d'un cotxe. Per tant, la invenció del quadricicle és un punt molt important en tant que protoautomòbil que establiria la base de futurs dissenys, més pràctics i millorats.
El 4 de juny de 1896 en un petit taller darrere de casa al número 58 de l'avinguda Bagley, Henry Ford realitzava els tocs finals al seu vehicle impulsat amb etanol pur: després de més de dos anys d'experimentació, Henry Ford, de 32 anys, havia completat el seu primer automòbil experimental. Va anomenar el seu invent amb el nom de quadricicle, ja que es desplaçava sobre quatre rodes de bicicleta, i/o perquè el vehicle es dirigia a partir de les rodes posteriors. L'èxit del petit vehicle va encoratjar a Ford a fundar la companyia Ford Motor Company 7 anys més tard (1903).
El motor de dos cilindres generava quatre cavalls de potència. El quadricicle es conduïa amb una cadena, i la transmissió només tenia dues marxes (primera per 10 milles per hora (16Km/h) i segona per 10 milles per hora (32Km/h)), però Ford no disposava d'un mecanisme per canviar de marxa, ni tampoc tenia marxa enrere. L'automòbil tenia un dipòsit de 3 galons (11 litres) d'etanol sota el seient, i Ford el va conduir el 4 de juny de 1896. Després de diverses proves, arribant a una velocitat màxima de 20 milles per hora (32km/h), Ford es va animar a fundar la Ford Motor Company, esdevenint un dels homes més rics del món de la seva època.
Actualment, el quadricicle es troba al Museu Henry Ford, a Dearborn, Michigan.